# Psicofisiologia
La Psicofisiologia è la disciplina che studia i correlati fisiologici dei processi psicologici (cognitivi, emozionali e comportamentali).
È, per definizione, una disciplina che integra aspetti connessi alla  fisiologia e alla psicologia, solo in modelli umani (non si interessa invece di soggetti animali). Non va confusa con la psicologia fisiologica, dalla quale si differenzia per un importante aspetto: l'inversione delle variabili oggetto di studio: mentre infatti la psicologia fisiologica, nella sua definizione classica, studia i correlati comportamentali delle funzioni fisiologiche, la psicofisiologia indaga i correlati fisiologici del comportamento. Questo significa che in un classico esperimento di psicofisiologia si induce una modificazione di tipo psicologico (l'esempio più tipico è la presentazione di immagini a contenuto emotigeno, come una scena a contenuto erotico) e si misurano le risposte fisiologiche dell'organismo, ad es. la variazione nella frequenza cardiaca. Al contrario, per citare un esempio, un tipico esperimento di psicologia fisiologica consiste nel variare le condizioni ambientali (ad esempio la temperatura) e osservare come cambia il livello di efficienza di un determinato compito (ad esempio di attenzione).
Importanti settori di ricerca in psicofisiologia riguardano lo studio dei potenziali evocati e la psicofisiologia del sonno. La psicofisiologia clinica si occupa invece di stabilire i correlati fisiologici delle principali patologie psichiatriche, e l'esame degli indici psicofisiologici è parte importante della procedura psicodiagnostica.
Anche la macchina della verità, strumento la cui validità è sempre stata piuttosto discussa, si basa sulla rilevazione degli indici psicofisiologici. La validità discutibile dello strumento si basa sul fatto che non esiste uno specifico patter per le menzogne; si rilevano al massimo delle attività di arousal fisiologico.
A partire dagli anni 2000, un notevole sviluppo tecnologico delle tecniche di neuroimmagine ha fornito nuovi potenti strumenti all'indagine psicofisiologica. Le tecniche tradizionali non sono state tuttavia abbandonate, in quanto costituiscono un necessario complemento alla visualizzazione dell'attività metabolica cerebrale.

## Principali indici psicofisiologici
- Elettroencefalografia (EEG): usato in particolare nello studio dei potenziali evocati, dei potenziali evento correlati (ERP) e del sonno;
- Elettromiografia (EMG);
- Elettrooculografia (EOG);
- Elettrocardiografia (ECG) e misure della variazione nella frequenza cardiaca (heart rate variability, HRV);
- Misura della conduttanza (SCR) e della risposta galvanica cutanea (GSR);
- Misure della frequenza respiratoria
- Misure della pressione sistolica e diastolica;